# Qualificazioni al campionato mondiale femminile di calcio 2011 - UEFA - Fase a gironi, gruppo 2
Il gruppo 2 della sezione UEFA della qualificazioni al campionato mondiale femminile di calcio 2011 è composto da cinque squadre: Bielorussia, Macedonia, Norvegia, Paesi Bassi e Slovacchia.

## Formula
Le cinque squadre si affrontano in un girone all'italiana con partite di andata e ritorno, per un totale di otto partite. La squadra prima classificata si qualifica direttamente alla fase finale del torneo, mentre la seconda classificata accede ai play-off qualificazione solamente se è tra le prime quattro tra le seconde classificate dei sette gruppi di qualificazione.
In caso di parità di punti tra due o più squadre di uno stesso gruppo, le posizioni in classifica vengono determinate prendendo in considerazione, nell'ordine, i seguenti criteri:
1. maggiore numero di punti negli scontri diretti tra le squadre interessate (classifica avulsa);
2. migliore differenza reti negli scontri diretti tra le squadre interessate (classifica avulsa);
3. maggiore numero di reti segnate negli scontri diretti tra le squadre interessate (classifica avulsa);
4. maggiore numero di reti segnate in trasferta negli scontri diretti tra le squadre interessate (classifica avulsa), valido solo per il turno di qualificazione a gironi;
5. se, dopo aver applicato i criteri dall'1 al 4, ci sono squadre ancora in parità di punti, i criteri dall'1 al 4 si riapplicano alle sole squadre in questione. Se continua a persistere la parità, si procede con i criteri dal 6 all'11;
6. migliore differenza reti;
7. maggiore numero di reti segnate;
8. maggiore numero di reti segnate in trasferta (valido solo per il turno di qualificazione a gironi);
9. tiri di rigore se le due squadre sono a parità di punti al termine dell'ultima giornata (valido solo per il turno preliminare e solo per decidere la qualificazione al turno successivo);
10. classifica del fair play (cartellino rosso = 3 punti, cartellino giallo = 1 punto, espulsione per doppia ammonizione = 3 punti);
11. posizione del ranking UEFA o sorteggio.

## Classifica finale
| Pos | Squadra     | Pt | G | V | N | P | GF | GS | DR  |
| --- | ----------- | -- | - | - | - | - | -- | -- | --- |
| 1.  | Norvegia    | 22 | 8 | 7 | 1 | 0 | 39 | 2  | +37 |
| 2.  | Paesi Bassi | 17 | 8 | 5 | 2 | 1 | 30 | 7  | +23 |
| 3.  | Bielorussia | 13 | 8 | 4 | 1 | 3 | 17 | 14 | +3  |
| 4.  | Slovacchia  | 6  | 8 | 2 | 0 | 6 | 15 | 13 | +2  |
| 5.  | Macedonia   | 0  | 8 | 0 | 0 | 8 | 3  | 68 | -65 |

## Risultati
| Arbitro: | Floarea Babadac-Ionescu |

|                                                                                    |           |  |
| Budošová 9’ Fecková 31’, 42’, 65’, 70’, 73’ Klechová 36’, 39’ (rig.) Ondrušová 55’ | Marcatori |  |

| Arbitro: | Cristina Dorcioman |

|                                                    |           |  |
| Rønning 44’ (rig.) Gulbrandsen 45+1’ Herlovsen 87’ | Marcatori |  |

| Arbitro: | Karolina Radzik-Johan |

|               |           |                                                                               |
| Spirovska 51’ | Marcatori | 3’ Lis 5’, 65’ Aukhimovich 12’ Vasilyeva 90+1’ (rig.) Krylowa 90+3’ Pilipenka |

| Arbitro: | Amy Rayner |

|                    |           |  |
| Bíróová 51’ (aut.) | Marcatori |  |

| Arbitro: | Dagmar Damková |

| |           |            |
| Kiesel-Griffioen 9’, 36’, 67’, 78’ Smit 11’, 38’, 41’, 83’, 87’, 90+2’ Melis 30’ Koster 53’ Spitse 62’ | Marcatori | 74’ Salihi |

| Arbitro: | Silvia Tea Spinelli |

|             |           |                 |
| Slegers 22’ | Marcatori | 63’ Aukhimovich |

| Arbitro: | Dilan Gökçek |

| |           |  |
| Herlovsen 1’, 16’, 17’, 41’, 74’, 81’ Rønning 13’ Stensland 21’ Mykjåland 25’, 90+1’ Klaveness 26’ Pedersen 71’ Woods 80’, 90+3’ | Marcatori |  |

| Arbitro: | Aneliya Sinabova |

|                            |           |  |
| Smit 16’ (rig.) Koster 78’ | Marcatori |  |

| Arbitro: | Anja Kunick |

|  |           |                                                                     |
|  | Marcatori | 24’ Giske 33’ Klaveness 57’ Herlovsen 64’ Mykjåland 74’ Gulbrandsen |

| Arbitro: | Yuliya Medvedeva-Keldyusheva |

|  |           |                        |
|  | Marcatori | 90+2’ Kiesel-Griffioen |

| Arbitro: | Donka Zheleva-Terzieva |

|  |           |                                                                                |
|  | Marcatori | 2’ Hoogendijk 4’ Pieëte 7’ Smit 21’ Meulen 23’ Melis 44’ de Ridder 84’ Slegers |

| Arbitro: | Laurence Zeien |

|                                                          |           |  |
| Lis 18’, 20’, 66’ Shramok 53’ Nikolaeva 77’ Buzinova 81’ | Marcatori |  |

| Arbitro: | Betina Norman |

|  |           |                             |
|  | Marcatori | 22’ Aukhimovich 40’ Krylova |

| Arbitro: | Gyöngyi Gaál |

|                     |           |                           |
| Melis 2’ Dekker 80’ | Marcatori | 5’ Herlovsen 48’ Vikestad |

| Arbitro: | Elia María Martínez Martínez |

|              |           |                                                                          |
| Andonova 90’ | Marcatori | 11’ Klechová 45+2’ Fecková 57’ Budošová 61’, 70’ Haršányová 63’ Kolenová |

| Arbitro: | Claudine Brohet |

|                                   |           |  |
| Klaveness 11’ Woods 64’ Haavi 88’ | Marcatori |  |

| Arbitro: | Esther Staubli |

|  |           |                                                                    |
|  | Marcatori | 22’ (rig.) Rønning 28’ Gulbrandsen 34’ Woods 78’ (aut.) Korenčiová |

| Arbitro: | Efthalia Mitsi |

|  |           |                                             |
|  | Marcatori | 21’ van de Ven 55’, 60’ Melis 70’ de Ridder |

| Arbitro: | Esther Azzopardi |

|                      |           |  |
| Urazaeva 66’ Lis 79’ | Marcatori |  |

| Arbitro: | Caroline De Boeck |

|  |           |                                                                                 |
|  | Marcatori | 25’, 68’ Haavi 28’ Woods 36’ Stensland 43’ Thorsnes 73’ Gulbrandsen 78’ Rønning |

## Statistiche

### Classifica marcatrici
9 reti
- Isabell Herlovsen

8 reti
- Sylvia Smit (1 rig.)

6 reti
- Dana Fecková

5 reti
- Marina Lis
- Annemieke Kiesel-Griffioen

- Manon Melis

- Lisa-Marie Woods

4 reti
- Solveig Gulbrandsen
- Trine Rønning (2 rig.)

3 reti
- Yekaterina Aukhimovich
- Emilie Haavi

- Lene Mykjåland
- Lise Klaveness

- Veronika Klechová (1 rig.)

2 reti
- Viktoria Krylova (1 rig.)
- Chantal de Ridder
- Daphne Koster

- Renée Slegers
- Ingvild Stensland

- Andrea Budošová
- Lucia Haršányová

1 rete
- Alena Buzinova
- Alina Vasilyeva
- Ekaterina Aukhimovich
- Elvira Urazaeva
- Hanna Pilipenka
- Irina Nikolaeva
- Tatyana Shramok
- Afrodita Saliihi

- Nataša Andonova
- Violeta Spirovska
- Anouk Dekker
- Anouk Hoogendijk
- Kirsten van de Ven
- Manoe Meulen
- Marlous Pieëte

- Sherida Spitse
- Anneli Giske
- Cecilie Pedersen
- Elise Thorsnes
- Runa Vikestad
- Eva Kolenová
- Lucia Ondrušová

Autoreti
- Alexandra Bíróová (a favore della Norvegia)
- Mária Korenčiová (a favore della Norvegia)